# バカボンのパパよりバカなパパ
『バカボンのパパよりバカなパパ 赤塚不二夫とレレレな家族』（バカボンのパパよりバカなパパ あかつかふじおとレレレなかぞく）は、赤塚不二夫の実娘・赤塚りえ子によるエッセイ。感性のまま生きた天才漫画家・赤塚不二夫の素顔と赤塚家にまつわるさまざまなエピソードをひとり娘の視点から秘蔵写真とともに赤裸々に綴った家族録で、徳間書店から2010年7月1日に刊行された。『バカボンのパパよりバカなパパ』と改題し、幻冬舎文庫より2015年10月8日に文庫化されている。
赤塚不二夫の没後10年に合わせ、2018年6月にNHK総合テレビの「土曜ドラマ」枠にて玉山鉄二主演によりテレビドラマ化された。

## 書誌情報
- バカボンのパパよりバカなパパ 赤塚不二夫とレレレな家族（2010年7月1日、徳間書店、ISBN 978-4-19-862967-0）
- バカボンのパパよりバカなパパ（2015年10月8日、幻冬舎文庫、ISBN 978-4-344-42388-6）

## テレビドラマ
『バカボンのパパよりバカなパパ』と題し、NHK総合の「土曜ドラマ」枠にて2018年6月30日から7月28日まで放送された。全5回。主演は玉山鉄二。

### キャスト

#### 主人公
赤塚不二夫
演 - 玉山鉄二
昭和を代表するギャグ漫画家。「世界一のバカ」を目指しており、その才能をテレビや舞台で生かし、活躍の場を広げている。思いやりがあって面倒見が良い一方で、アシスタントと銀玉鉄砲で遊ぶ、飲み屋で夜中まで遊び、そこで知り合った大人数の他人を事務所に呼び寄せて更に飲み明かす、浮気は当たり前など、家族の事を顧みない破天荒な生活を送るダメな男であるが、本心は家族の事を誰よりも心配している。

#### 赤塚家
鈴木眞知子→赤塚眞知子
演 - 比嘉愛未
不二夫の二番目の妻。世界一のバカを目指す不二夫を愛し、破天荒な不二夫に振り回されながらも温かく見守り、前妻の登茂子と共に不二夫を支えている。りえ子にとって義母（もう一人の母）であり、姉のような存在でもある。
赤塚登茂子→江守登茂子
演 - 長谷川京子
不二夫の最初の妻で、りえ子の母。不二夫が無名の頃から苦楽を共にし、不二夫にも負けない笑いのセンスを持っている。破天荒な不二夫の言動に耐えてきたが、浮気を繰り返す不二夫に離婚届を突きつけ、結果的に離婚するが、本心は別れる気は無かった。離婚後も不二夫と関わり合いを持ち、眞知子にプロポーズをさせようと様々な手を使い、不二夫の再婚に一役買っている。
赤塚りえ子
演 - 森川葵（子供時代：住田萌乃）
不二夫・登茂子の娘。思春期になると、破天荒で登茂子の事を考えない不二夫に反発するが、眞知子の助言で考え方が少し変わる。
キータン（江守清人）
演 - 馬場徹
登茂子の再婚相手。りえ子の義父で変わり者が多い赤塚家の中では、数少ない常識人で、登茂子を愛し、不二夫を尊敬し、不二夫に反発するりえ子をなだめる等、温厚で優しい性格。

#### 不二夫の関係者
横井隆
演 - 浅香航大
不二夫の担当編集者。新人の頃から良い時も悪い時も不二夫と深い関わりを持ち、不二夫と共に青春を過ごして来た。
潤子ママ
演 - 草笛光子
不二夫が無名時代から通うスナック「潤子」のママ。不二夫の事なら何でも知っており、不二夫も母のように慕い、心の支えとなっている。不二夫と同じ満州育ちで、戦争で負けて日本に引き上げて来た。

#### 不二夫のアシスタント
冨島邦一
演 - 駿河太郎
アシスタント、のち漫画家。
長瀬光雄
演 - マギー
チーフアシスタント、のち漫画家。
木下拳太郎
演 - 井藤瞬
松本てつや
演 - 千代將太
東野徹
演 - 駒木根隆介

#### その他
ユキ
演 - 押元奈緒子
スナック「潤子」のホステス。
レレレのおじさん
演 - なぎら健壱
赤塚家の近所を掃除しているおじさん。
店主
演 - 池田鉄洋
宝石店の店主。
タモリ
演 - 瀧川英次（第2回）
当時無名のタレントだったが、不二夫は、彼の独特の才能に惚れ込み手厚くサポート。不二夫は「人気物になる」とも断言し、後にその言葉は現実となる。
杉本健一
演 - 藤原季節
りえ子の恋人。
弘人
演 - 寺田心
不二夫が病院で知り合った全盲の少年。

#### ドラマの案内人
案内人
演 - 松尾スズキ

### スタッフ
- 原作 - 赤塚りえ子『バカボンのパパよりバカなパパ』
- 脚本 - 小松江里子、幸修司
- 音楽 - 大友良英、Sachiko M、江藤直子
- 演出 - 伊勢田雅也（NHKエンタープライズ）、吉村昌晃（ADKアーツ）
- 制作統括 - 内藤愼介（NHKエンタープライズ）、佐藤啓（ADKアーツ）、中村高志（NHK）
- プロデューサー - 野村敏哉（ADKアーツ）
- 制作 - NHKエンタープライズ
- 制作著作 - NHK、ADKアーツ

### 放送日程
| 放送回 | 放送日          | サブタイトル           | 脚本       | 演出       | 備考 |
| ------ | --------------- | ---------------------- | ---------- | ---------- | --- |
| 第1回  | 6月30日         | わしは天才なのだ       | 小松江里子 | 伊勢田雅也 | 初回拡大SP（19:30 - 20:43〈73分〉）                                                                                         |
| 第2回  | 7月07日 7月14日 | モテモテで困るのだ     | 小松江里子 | 伊勢田雅也 | 7月7日は、番組の途中に地震関連の緊急ニュースが入り20:25に中断、そのまま途中打ち切りとなった為、翌週の14日に振替放送された。 |
| 第3回  | 7月21日         | パパは賛成の反対なのだ | 幸修司     | 伊勢田雅也 | |
| 第4回  | 7月28日         | わしは太陽なのだ       |            | 吉村昌晃   | 2話連続放送 通常編成時より45分繰り上げ（19:30 - 19:58）                                                                     |
| 最終回 | 7月28日         | みんなで生きるのだ     | 小松江里子 | 伊勢田雅也 | 2話連続放送 通常編成時より13分繰り上げ（20:02 - 20:30）                                                                     |

### 関連商品
サウンドトラック
- 大友良英・Sachiko M・江藤直子『バカボンのパパよりバカなパパ』（2018年8月1日、日本コロムビア、COCB-54262）